# Майер, Феликс
Карл Вильгельм Феликс Майер (нем. Karl Wilhelm Felix Meyer; 5 февраля 1847, Берлин — 3 октября 1914, Берлин) — немецкий скрипач. Брат Вальдемара Майера.
Родился в семье саксонского музыканта Морица Бернхарда Майера. Учился в Лейпцигской королевской школе музыки у Фердинанда Давида, где вместе с Адольфом Розенбекером был одним из любимых учеников своего наставника, постоянным участником неформальной ансамблевой игры.
Солист оркестра Беньямина Бильзе, затем с 1878 г. Берлинской придворной капеллы. В 1906 г. вместе с пианистом Густавом Лазарусом и певицей Хедвиг Кауфман совершил гастрольную поездку на Балканы, выступив в Белграде, Бухаресте и Константинополе и получив в Турции Орден Меджидие третьей степени.